# Envio
Die Envio AG ist ein Unternehmen, das sich unter anderem auf die Entsorgung PCB-haltiger Transformatoren sowie auf die Vermarktung der durch die Verwertung gewonnenen Rohstoffe spezialisiert hatte. Im Frühjahr 2010 wurde publik, dass die Firma offenbar durch unsachgemäßen Umgang mit den Giftstoffen eine massive Vergiftung mehrerer Mitarbeiter durch PCB sowie die Verseuchung des Firmengeländes und umliegender Flächen zu verantworten hat. Das Betriebsgelände liegt im Dortmunder Hafen, die Dekontamination soll Ende 2018 abgeschlossen worden sein.

## Geschichte
Im Jahr 2004 entstand aus einem Management-Buy-out aus dem ABB Konzern die Envio Group, die 2007 in eine Aktiengesellschaft umgewandelt wurde. Am 24. September 2007 erfolgten der Börsengang und die Aufnahme in den Entry Standard der Deutschen Börse.
Im Mai 2010 wurde der Betrieb in Dortmund von der Bezirksregierung Arnsberg geschlossen, da es als Hauptverursacher einer erhöhten PCB-Belastung umliegender Flächen verdächtigt wurde. Infolge eines anonymen Hinweises hatte die Bezirksregierung am 28. April 2010 Fegeproben durchführen lassen, bei denen eine 150fache Überschreitung der zulässigen PCB-Konzentration festgestellt wurde.
Im Juli 2010 erfolgte eine Umbenennung der Biogas-Sparte des Unternehmens in Bebra Biogas GmbH. Das Unternehmen heißt heute Aleia Holding AG und ist an der Hamburger Börse notiert. Ferner verlegte die Muttergesellschaft Envio AG ihren Sitz von Dortmund nach Hamburg. Teile des Konzerns, nämlich die für die Entsorgung der PCB-haltigen Geräte verantwortliche Envio Recycling-GmbH & Co. KG sowie die Envio Germany Geschäftsführungs-GmbH, gingen im Oktober 2010 in die Insolvenz. In Bezug auf die Umbenennung der Biogas-Sparte des Unternehmens vermutete der Chef des Bonner Investmenthauses Murphy & Spitz, dass Teile der AG „ausgeweidet“ werden könnten, bevor ihre Werthaltigkeit im Rahmen eines Insolvenzverfahrens der AG den Geschädigten des Giftskandals zugutekäme.

### Giftskandal
Aufgrund gestiegener Rohstoffpreise der in den Transformatoren verwendeten Metalle war es lukrativ geworden, bereits in der Untertagedeponie Herfa-Neurode endgelagerte Aggregate für eine Materialrückgewinnung aufzubereiten. Dazu betrieb Envio ein genehmigtes Reinigungsverfahren, mit dem PCB-belastete Transformatorteile mittels Tetrachlorethen gespült wurden. Die Genehmigung sah vor, dass nur gereinigte bzw. gering belastete Transformatorenteile den Schwarzbereich verlassen durften. PCB-haltige Fraktionen sollten ordnungsgemäß entsorgt werden. Mehrere Begehungen im Frühjahr 2010 zeigten, dass massiv gegen die Genehmigungsauflagen verstoßen wurde.
Die auf dem Unternehmensgelände gemessenen Giftkonzentrationen überschritten die zulässigen Werte teilweise drastisch. Bei dem Giftskandal – er wurde von der Tageszeitung Westfälische Rundschau aufgedeckt – handele es sich um die bundesweit größte PCB-Katastrophe der letzten Jahrzehnte. Auch die Angehörigen der Beschäftigten seien gesundheitlich gefährdet.
Erste Hinweise auf eine erhöhte PCB-Belastung im Umfeld des Dortmunder Hafens gab es bereits 2006, als die Auswertungen von Bioindikatoren entsprechende Hinweise lieferten. Im Bioindikator Grünkohl an der Messstation in Eving wurden entgegen der Tendenz der leichten Abnahme steigende PCB-Konzentrationen festgestellt. Nachdem Ende Juni 2010 erste Blutwerte betroffener Mitarbeiter der Envio AG mit einer Erhöhung der PCB-Werte bis zum 25.000-fachen vorlagen, erstattete die Bezirksregierung Arnsberg Strafanzeige wegen „fahrlässiger oder vorsätzlicher Körperverletzung“ gegen die Firma. Gegen den Geschäftsführer Dirk Neupert, einen ehemaligen Betriebsleiter, einen Immissionsschutzbeauftragten und einen ehemaligen Werkstattmeister wurde Anklage erhoben. Der Prozess begann im Mai 2012. Neuperts Verteidiger erklärte zu Prozessbeginn, die erhöhte PCB-Belastung lasse sich „plausibel mit ungesunden Lebensstilfaktoren“ der betroffenen Mitarbeiter erklären. Dieser Version widersprachen die ehemaligen Beschäftigten allerdings vehement. Ein ehemaliger Schichtleiter sagte Anfang März 2013 aus, dass die Firma mit der Zahl der Aufträge nicht hinterhergekommen sei und dass das kontaminierte Material oft nur im Schnellverfahren gereinigt worden sei, ohne dass die Mitarbeiter hinterher sicher waren, ob diese sauber waren. Zudem sei kontaminiertes Material in „Nacht- und Nebelaktionen“ vor Kontrollen durch Behörden oder die Feuerwehr versteckt worden. Auch andere Zeugen berichteten während des Prozesses von einem äußerst laxen Umgang mit Sicherheitsvorschriften bei der Envio AG.
Das Verfahren wurde im April 2017 gegen Zahlung einer Geldauflage von insgesamt 80.010 € an 21 Nebenkläger eingestellt (3810 € pro Betroffenem), da sich die Vorwürfe der Körperverletzung im Prozess nicht erhärten ließen; bezüglich der Verstöße gegen Umweltvorschriften stellte der Richter fest, dass, verglichen mit der Menge PCB, die bei Einhaltung aller Vorschriften freigesetzt worden wäre, die tatsächlich freigesetzte Menge kaum ins Gewicht falle. Der WDR berichtete, dass Betroffene durch irreversibel hohe PCB-Belastung unter gesundheitlichen Problemen und Arbeitsunfähigkeit litten, allerdings keinen Anspruch auf Frühberentung geltend machen könnten.
Arbeiten zur Beseitigung der PCB-Belastung auf dem Envio-Gelände verzögerten sich wiederholt. Noch 2015 warnte das Landesamt für Natur, Umwelt und Verbraucherschutz vor dem Verzehr von in der Nähe des Envio-Geländes angebautem Grünkohl, da dieser durch seine gezackten Blätter PCB-belasteten Staub in der Umgebung in stärkerem Maße aufnähme als anderes Gemüse. Der Hauptdezernent der Arnsberger Bezirksregierung erklärte, dass die Dekontamination, die den Abriss von Hallen und das Abfräsen von Asphalt umfasste, Ende 2018 abgeschlossen sein sollten. Diese Arbeiten mussten unter hohem Sicherheitsaufwand erfolgen, um eine weitere Verbreitung des Giftstoffes in der Umgebung zu unterbinden. Aufgrund von Insolvenz wurde die Envio Recycling GmbH von der Übernahme der anfallenden Kosten von etwa 7,5 Millionen Euro für die Reinigungsarbeiten befreit, die schließlich von der Bezirksregierung getragen wurden. Die Stadt Dortmund erwarb das Firmengelände aus dem Insolvenzbestand von Envio.

## Filmdokumentationen
- Grünkohl, Gifte und Geschäfte – Der Skandal um  die Firma Envio. In: WDR. Ausgestrahlt am 7. November 2011 in der Reihe Die Story.